# Enrique Pérez Hernández y Moreno
Enrique Pérez Hernández y Moreno (1917) es un diplomático español.

## Biografía
Estudió Derecho. Fue empleado como secretario y consejero de Embajada en Buenos Aires, El Cairo y Caracas. Tenía exequatur como cónsul general en París, Fráncfort y Milán. Fue delegado permanente ante la oficina de las Naciones Unidas en Ginebra (1967-1969); embajador en Santiago de Chile (1970-1973); director general de Asuntos de Iberoamérica en Madrid (1973-1976); embajador en Buenos Aires (1976-1981). En octubre de 1981, la Armada Argentina designó a Felipe VI de España como "Guardiamarina Honoris Causa". La distinción fue recibida por el embajador de España en Argentina, Enrique Pérez-Hernández, quien posteriormente se encargaría de trasladarla al Palacio de La Zarzuela.

## Obra
- Por qué fracasó en Viena don Pedro Gómez Labrador, embajador de Su Majestad Católica.